# Élections législatives de 1980 aux îles Féroé
Les élections générales féroïennes se sont tenues le 8 novembre 1980. Ces élections ont été marquées par la victoire du Parti de l'union qui obtient 8 des 32 sièges composant le Løgting.

## Résultats
| Parti | Parti                               | Voix   | %    | Sièges | +/-        |
| ----- | ----------------------------------- | ------ | ---- | ------ | ---------- |
|       | Parti de l'union (B)                | 5 558  | 23,9 | 8      | stagnation |
|       | Parti social-démocrate (C)          | 5 043  | 21,7 | 7      | 1          |
|       | Parti républicain (E)               | 4 415  | 19,0 | 6      | stagnation |
|       | Parti du peuple (A)                 | 4 399  | 18,9 | 6      | stagnation |
|       | Parti de l'autogouvernement (D)     | 1 953  | 8,4  | 3      | 1          |
|       | Parti du progrès et de la pêche (F) | 1 905  | 8,2  | 2      | stagnation |
| Total | Total                               | 23 273 | 100  | 32     | stagnation |